# Cluis
Cluis és un municipi francès, situat al departament de l'Indre i a la regió de Centre – Vall del Loira. L'any 2007 tenia 1.035 habitants.

## Demografia

### Població
El 2007 la població de fet de Cluis era de 1.035 persones. Hi havia 488 famílies, de les quals 174 eren unipersonals (58 homes vivint sols i 116 dones vivint soles), 186 parelles sense fills, 99 parelles amb fills i 29 famílies monoparentals amb fills.
La població ha evolucionat segons el següent gràfic:
Habitants censats

### Habitatges
El 2007 hi havia 739 habitatges, 497 eren l'habitatge principal de la família, 106 eren segones residències i 135 estaven desocupats. 667 eren cases i 67 eren apartaments. Dels 497 habitatges principals, 377 estaven ocupats pels seus propietaris, 105 estaven llogats i ocupats pels llogaters i 14 estaven cedits a títol gratuït; 2 tenien una cambra, 36 en tenien dues, 96 en tenien tres, 154 en tenien quatre i 209 en tenien cinc o més. 338 habitatges disposaven pel capbaix d'una plaça de pàrquing. A 225 habitatges hi havia un automòbil i a 198 n'hi havia dos o més.

### Piràmide de població
La piràmide de població per edats i sexe el 2009 era:
| Homes | Edats   | Dones |
| ----- | ------- | ----- |
| 4     | 95 o +  | 0     |
| 0     | 90 a 94 | 8     |
| 12    | 85 a 89 | 36    |
| 12    | 80 a 84 | 8     |
| 32    | 75 a 79 | 28    |
| 52    | 70 a 74 | 44    |
| 32    | 65 a 69 | 44    |
| 40    | 60 a 64 | 36    |
| 16    | 55 a 59 | 24    |
| 20    | 50 a 54 | 40    |
| 64    | 45 a 49 | 44    |
| 12    | 40 a 44 | 36    |
| 20    | 35 a 39 | 36    |
| 52    | 30 a 34 | 28    |
| 40    | 25 a 29 | 28    |
| 28    | 20 a 24 | 12    |
| 24    | 15 a 19 | 32    |
| 8     | 10 a 14 | 24    |
| 12    | 5 a 9   | 4     |
| 24    | 0 a 4   | 12    |

## Economia
El 2007 la població en edat de treballar era de 605 persones, 437 eren actives i 168 eren inactives. De les 437 persones actives 408 estaven ocupades (216 homes i 192 dones) i 30 estaven aturades (19 homes i 11 dones). De les 168 persones inactives 84 estaven jubilades, 24 estaven estudiant i 60 estaven classificades com a «altres inactius».

### Ingressos
El 2009 a Cluis hi havia 494 unitats fiscals que integraven 996,5 persones, la mediana anual d'ingressos fiscals per persona era de 15.618 €.

### Activitats econòmiques
Dels 75 establiments que hi havia el 2007, 2 eren d'empreses extractives, 4 d'empreses alimentàries, 3 d'empreses de fabricació d'altres productes industrials, 14 d'empreses de construcció, 24 d'empreses de comerç i reparació d'automòbils, 3 d'empreses de transport, 6 d'empreses d'hostatgeria i restauració, 3 d'empreses financeres, 2 d'empreses immobiliàries, 5 d'empreses de serveis, 7 d'entitats de l'administració pública i 2 d'empreses classificades com a «altres activitats de serveis».
Dels 18 establiments de servei als particulars que hi havia el 2009, 1 era una oficina de correu, 2 oficines bancàries, 3 tallers de reparació d'automòbils i de material agrícola, 3 guixaires pintors, 2 fusteries, 2 lampisteries, 1 electricista, 1 empresa de construcció, 1 perruqueria i 2 restaurants.
Dels 11 establiments comercials que hi havia el 2009, 1 era una botiga de més de 120 m², 4 fleques, 2 carnisseries, 1 una llibreria, 1 una botiga d'equipament de la llar i 2 floristeries.
L'any 2000 a Cluis hi havia 48 explotacions agrícoles que ocupaven un total de 2.343 hectàrees.

## Equipaments sanitaris i escolars
L'únic equipament sanitari que hi havia el 2009 era una farmàcia.
El 2009 hi havia una escola elemental.

## Poblacions més properes
El següent diagrama mostra les poblacions més properes.